# MA 51
O Material Articulando (MA) é um material de ferro sobre o Metrô de Paris, inaugurado em 1951 e reformado em 1994. Ele circula sucessivamente as linhas 13 e 10.

## Projeto

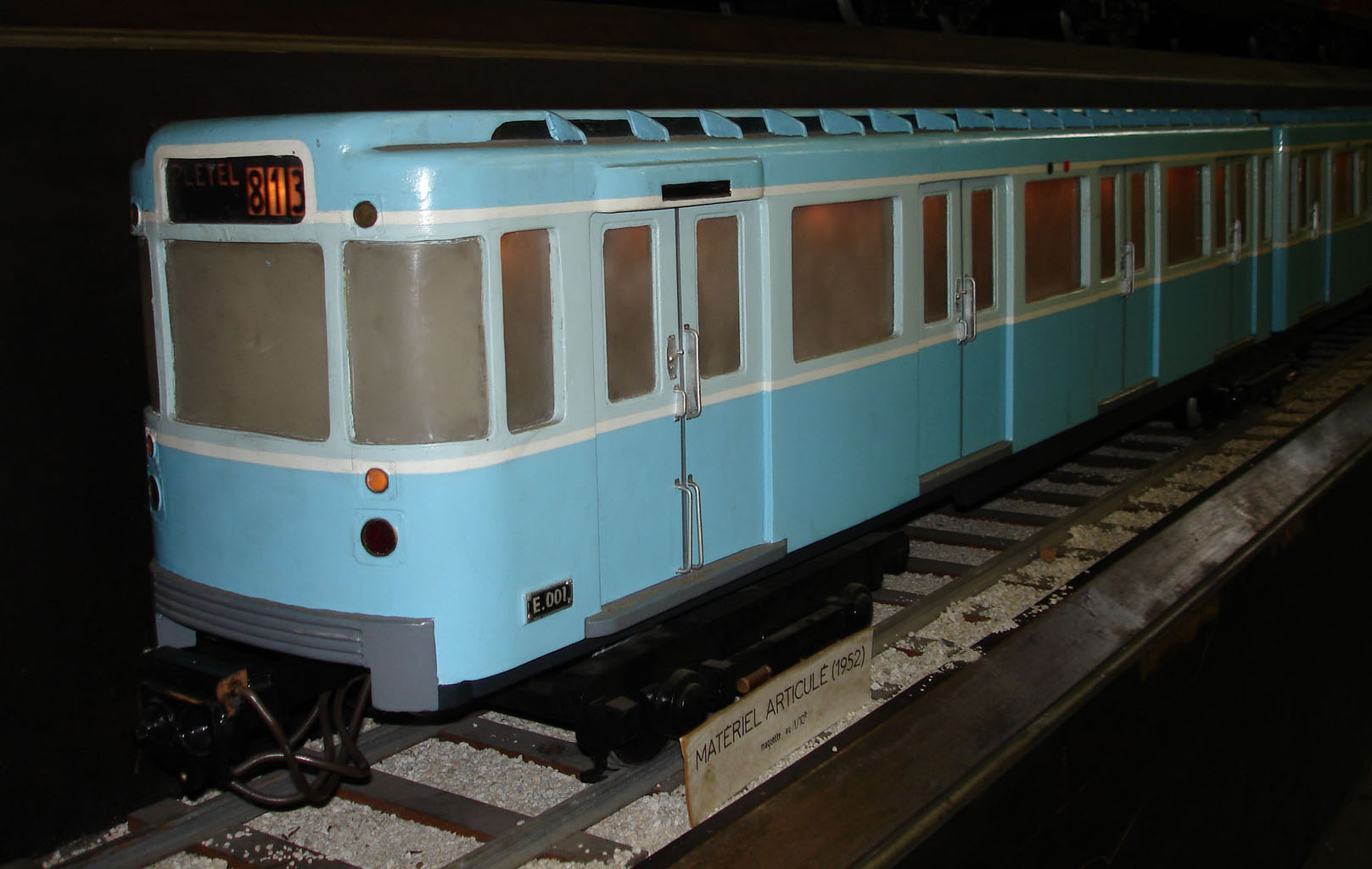
Modelo de MA 51 para a Museu de interurbano urbana e rural.

O material MA 51 é a partir de reflexões do CMP e RATP em 1940. O material de Sprague-Thomson é considerado pesado e antiquado. A empresa está considerando um material mais leve e equipado com a Jeumont-Heidmann (JH), usados em vagões Z Selos de linha desde 1938. A frenagem deve ser melhorado. A solução para a moda do momento em que o caminhão é comum a dois carros (trem princípio articulado).
Ao mesmo tempo, a empresa planeja executar trens modulares permitindo um aumento na freqüência de pico. Linhas equipadas com estações de 75 m, portanto, trens de dois elementos e as de 105 m 3 elementos. As estações de longos 105 m começou em 1931 nunca serão processados.

## Descrição
Cada elemento tem três caixas com base em quatro bogies, que são apenas motores intermediários. O fundo central é mais curta e em 1952 recebeu uma primeira classe. É equipado com um engate automático Scharfenberg permitindo acoplamento / desacoplamento rápido.
Os assentos são estofados em duas classes, o trem foi inicialmente concebida sem, ea iluminação é fluorescente. Controles em cada extremidade pode ser dobrado em um gabinete para aumentar o papel de viajantes.
Originalmente, o uniforme é cinza azul em todas as caixas e depois reativada a primeira turma em 1950, a RATP é um teste do fundo central de MA na área reservada para a primeira classe, com a cor Sprague vermelho, mas este teste não irá resultar. RATP ele acabará amarelo com listras cinza azul revertida a partir de segunda classe. A farda é azul-cinza e de segunda classe amarelo primeiro.
O alojamento de Conduta MA é um fenômeno curioso, único em si mesmo! É, de facto misto viajante / Driver. Há uma grande porta que se retrai na posição aberta, que permite o acesso ao painel de instrumentos, que esconde uma porta articulada que pendurado no lado do painel, permitindo que o condutor sente. Na posição fechada, a porta oculta o painel de instrumentos, a caixa torna-se um espaço adicional para os viajantes.

## MA na linha 13

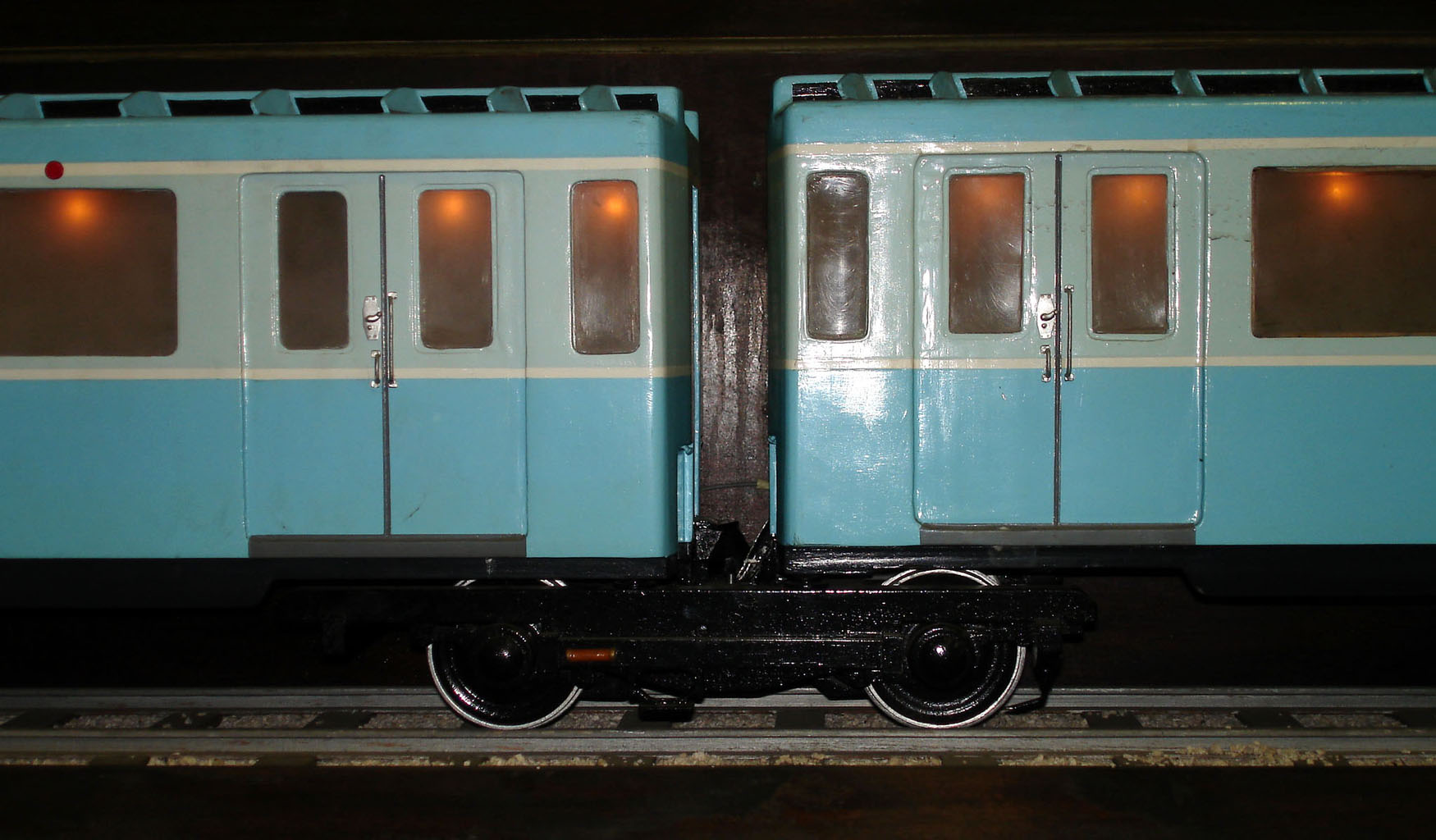
Modelo de MA 51 para a Museu de interurbano urbana e rural.

RATP decidiu atribuir MA na linha 13, a linha de garfo cujos ramos eram carentes de pico (HC) e com um terminal novo adaptado para MA. Trens para duas horas de ponta e um HC elemento.
Ordenou tarde, o MA chega na linha 13 1952. Ele permite que a extensão da Porte de Saint-Ouen para Carrefour Pleyel. Quando ele caçava Sprague, em 1953, o desacoplamento dos comboios é aplicada.
O MA é tão barulhento quanto o Sprague. Ela é equipada com um freio pneumático apenas a variação gradual, que é considerado bom em 1952, mas passou em 1960. RATP não está interessado para lidar trens apenas em pneus com protótipo MP 51 foi colocado em serviço.
A dissociação foi abandonado em 1972. MA seguindo extensões para o Champs-Elysées na linha 13, mas considerado muito específico e desatualizado, ele é removido da linha 13.

## MA na linha 10
Como a rede tem muito mais trens Sprague em 1974, a RATP decidiu não reformar o MA, mas para modernizá-lo e atribuí-lo a uma linha de "tranqüila". Por isso, ele vai para a loja antes de se juntar composição linha 10 deformável em seis casos e nas cores azul escuro nova MP 73.
A primeira classe passa em uma caixa longa ea iluminação é definido como tipo MP 73. No interior, as paredes, a cor branca é adotada pela MP 73, mas também pela nova MF 67 E & F. Na década de 1980, a porta retrátil que esconde o painel de controle é removido, nas cabines ainda ser ocupado pelo serviço de condução RATP, que cria o registro maior loja de condução entre todos os materiais solicitados pelo RATP.
Sem o piloto automático e com um manejo delicado JMR freio do ferro material, MA é uma obrigação para novos controladores de metrô.
Reforma começa em 1988 e termina em 1994. Dois elementos são preservados, um pelo outro e RATP por Associação de funcionamento de equipamentos Sprague.

## Apêndices

### Artigos relacionados
- Metrô de Paris